# Сидоржевський Михайло Олексійович
Михайло Олексійович Сидорже́вський (5 травня 1958, село Старий Солотвин, Бердичівський район, Житомирської області) — український громадський діяч, публіцист, редактор, поет. Голова Національної спілки письменників. Член Проводу ОУН.

## Біографія
Закінчив Житомирський автошляховий технікум (1978), Київський університет імені Т. Г. Шевченка, факультет журналістики (1980–1985).
Журналістську кар'єру розпочав у газеті «Комсомольська зірка», м. Житомир. Працював кореспондентом (серпень 1985 — вересень 1986), завідувач відділу спорту (вересень 1986 — жовтень 1987), завідувач відділу листів і соціальних проблем (жовтень 1987 — жовтень 1990).
Працював також головним редактором газет «Вільне слово», м. Житомир (жовтень 1990 — серпень 1992) та «Самостійна Україна», м. Київ (серпень 1992 — серпень 1993).
З листопада 1993 по березень 1994 — референт директора з питань преси, Житомирського домобудівного комбінату.
З березня 1994 по травень 1998 — директор ТОВ «Прес-Форум», м. Житомир. З жовтня 1994 по грудень 1996 — головний редактор газети «Прес-Форум».
З травня по жовтень 1998 — завідувач відділу підприємництва і маркетинґу фундації імені Олега Ольжича та референт ОУН з питань преси.
З жовтня 1998 працював у редакції газети «Українське слово»: заступник головного редактора (жовтень — грудень 1998), до листопада 2000 — в. о. головного редактора та головний редактор.
Працював головним редактором журналу «Книжковий огляд», газети Нація і держава, заступником головного редактора офіційної газети НСПУ «Літературної України» та її головним редактором. Звільнився з цієї посади через конфлікт з очільником НСПУ Володимиром Яворівським.
9 жовтня 2009 побачив світ перший номер нової «Української літературної газети», очолюваної Михайлом Сидоржевським.
Депутат Житомирської міської і обласної рад (1990 — 1994).
Член Національної спілки журналістів (з 1988).
Член Національної спілки письменників (з 2005).
З лютого 2012 року — секретар Національної спілки письменників України, голова Київської міської організації Національної спілки письменників України.
29 листопада 2014 обраний головою Національної спілки письменників України

## Літературна діяльність
Михайло Сидоржевський автор книги поезій «Навпіл між обома світами» (2004), книг публіцистики «Здвиг» (2005), «Туга за свободою» (2007), «Пам'ять нашого роду» (2013), «Час фарисеїв і героїв» (2015), книги прози «Візерунки на пергаменті часу» (2021), книги поезії українською і в перекладі на болгарську «Запрошення до подорожі» (2021), краєзнавчого дослідження «Солотвин. З глибин минулого до наших днів» (2023), книжки публіцистики «На межі світла і пітьми» (2024).
Автор численних публікацій у різноманітних виданнях на теми культури, політики, літератури, історії.

## Нагороди
- Лауреат премії Союзу журналістів СРСР за цикл публікацій «Заложники Чорнобиля» (1990).
- Нагороджений орденом Святого Рівноапостольного князя Володимира ІІІ ступеня (2006).
- Лауреат Міжнародної літературної премії імені Миколи Гоголя «Тріумф» (2011).
- Лауреат премії імені Пантелеймона Куліша (2015).
- Відзнака «Симон Петлюра. Журналістика і Державність» (2021).[4]
- Лауреат Літературної премії імені Василя Симоненка (2021)
- Лауреат Літературної премії імені Василя Скуратівського (2021)
- Нагороджений «Медаллю Ґарета Джонса. Правда і Честь» Навчально-наукового інституту журналістики КНУ імені Тараса Шевченка (2023)
- Премія Житомирської обласної спілки краєзнавців України імені Миколи Костриці (2023)
- Лауреат премії імені Івана Огієнка (2024)[5]
- Почесний доктор (Doctor Honoris Causa) Українського державного університету імені М. П. Драгоманова (2024)
- Лауреат премії імені В'ячеслава Чорновола за кращу публіцистичну роботу в галузі журналістики (2024)
- Лауреат Премії імені Якова Гальчевського «За подвижництво у державотворенні» (2024)